# 877
Évszázadok: 8. század – 9. század – 10. század
Évtizedek: 820-as évek – 830-as évek – 840-es évek – 850-es évek – 860-as évek – 870-es évek – 880-as évek – 890-es évek – 900-as évek – 910-es évek – 920-as évek
Évek: 872 – 873 – 874 – 875 –  876 – 877 – 878 – 879 – 880 – 881 – 882

## Események

### Európa
- VIII. János pápa arra kéri Kopasz Károly frank császárt, hogy segítsen a dél-itáliai városok szövetségének a szaracénok elleni harcban. Károly Itáliába vonul, de főnemesei nem lelkesednek a háborúért, még itáliai kormányzója (és sógora), Boso sem csatlakozik hozzá. Károly visszaindul Galliába, de útközben megbetegszik és 54 éves korában meghal. Utódja legidősebb fia, Hebegő Lajos, akit decemberben Hincmar reimsi érsek nyugati frank királlyá koronáz.
- Kopasz Károly halála után (aki Itália királya is volt) az itáliai nemesség Paviában Karlmann bajor királyt választja meg utódjául. A császári cím egészen 881-ig betöltetlen marad.
- Athanasius nápolyi püspök a pápa felbujtására letaszítja a trónról és megvakítja a szaracénokkal barátkozó bátyját, II. Sergius nápolyi herceget.
- A szicíliai szaracénok ostrom alá veszik Siracusát.
- Meghal Ignatiosz konstantinápolyi pátriárka. Kérésére elődjét, Phótioszt választják utódjává. Phótioszt I. Baszileiosz császár váltotta le konfrontatív politikája miatt, de azóta megbékéltek és a császár rábízta gyerekei nevelését is.
- Halfdan Ragnarsson jórviki király Dublinba hajózik, hogy visszafoglalja a fellázadt várost, de az ottani vikingek megölik.
- Alfréd wessexi király beszorítja a Devont fosztogató yorki vikingeket Exeter városába. Miután a felmentő flottát egy vihar szétszórja, a vikingek szabad elvonulás fejében kapitulálnak.
- A Skóciába betörő vikingek elfogják és lefejezik I. Konstantin pikt királyt. Utódja öccse, Áed mac Cináeda.

## Születések
- január 31. – Thedzso, a koreai Korjo királyság alapítója
- Ælfthryth, Nagy Alfréd lánya

## Halálozások
- október 6. – Kopasz Károly, frank császár
- október 23. – Ignatiosz, konstantinápolyi pátriárka
- Carloman, Kopasz Károly fia
- Harald Ragnarsson, viking "király"
- Johannes Scotus Erigena, ír teológus
- I. Konstantin, pikt király

## Fordítás
- Ez a szócikk részben vagy egészben  a(z)   877 című angol Wikipédia-szócikk ezen változatának fordításán alapul.  Az eredeti cikk szerkesztőit annak laptörténete sorolja fel. Ez a jelzés csupán a megfogalmazás eredetét és a szerzői jogokat jelzi, nem szolgál a cikkben szereplő információk forrásmegjelöléseként.